# Luzaridella clara
Luzaridella clara är en insektsart som beskrevs av Desutter-grandcolas 1992. Luzaridella clara ingår i släktet Luzaridella och familjen syrsor. Inga underarter finns listade i Catalogue of Life.